# The Derby Stallion
(Tagline del film.)
The Derby Stallion è un film drammatico diretto da Creig Clyde e uscito nelle sale cinematografiche americane il 4 luglio del 2005. Il film viene immesso per la prima volta nel mercato italiano il 27 ottobre del 2008 da Exa Cinema.

## Trama
Patrick McCardie è un ragazzo di quindici anni in cerca della sua identità. Suo padre, un giocatore di baseball, lo spinge invano a scegliere una carriera sportiva. Patrick fa amicizia con Houston Jones, un vecchio fantino solitario, segnato per sempre da profonde ferite della sua giovinezza. Toccato nel cuore dal ragazzino, il vecchio gli fa scoprire l'universo delle corse ippiche. Patrick si butta così in questo sport con la speranza di partecipare alla prossima Derby Cup ma dovrà fare i conti con i tiri mancini e le provocazioni di Randy, un giovane delinquente pronto a tutto per mettergli i bastoni tra le ruote. Appoggiato dalla bella Jill, Patrick aiuta Houston a combattere i fantasmi del passato e a ritrovare il sorriso. Ma il vecchio Houston muore improvvisamente lasciando il ragazzo solo di fronte alle difficoltà della Derby Cup, la famosa corsa che Houston stesso non era riuscito a disputare.

## Uscite internazionali
- Uscita negli  USA: 4 luglio 2005
- Uscita in  Francia: 3 novembre 2006
- Uscita in  Ungheria: 19 dicembre 2006
- Uscita in  Italia: 27 ottobre 2008

## Premi
- Best Feature - New York International Independent Film and Video Festival 2006
- Vincitore - Great Lakes Independent Film Festival 2006